# Francesc Ramírez
Francesc Javier Ramírez Palomo (Andorra la Vella, 7 settembre 1976) è un ex calciatore andorrano, di ruolo difensore.